# اشلی پارک
اشلی جینی پارک (زاده ۶ ژوئن ۱۹۹۱) یک هنرپیشه، رقصنده و خواننده آمریکایی است که بیشتر به خاطر ایفای نقش میندی چن در (امیلی در پاریس) از نتفلیکس و برای نقش آفرینی گرچن وینر در جایزه تونی ۲۰۱۸ شناخته شده‌است.